# توم جاكوبسن
توم جاكوبسن (بالبوكمول: Tom Jacobsen) (17 مارس 1954 بالنرويج - ) هو مدرب كرة قدم ولاعب كرة قدم نرويجي في مركز الوسط. شارك مع منتخب النرويج تحت 19 سنة لكرة القدم ومنتخب النرويج تحت 21 سنة لكرة القدم ومنتخب النرويج لكرة القدم. أما مع النوادي، فقد لعب مع نادي فوليرينغا وHamarkameratene ‏.

## وصلات خارجية
- توم جاكوبسن على موقع اتحاد النرويج (النرويجية)
- توم جاكوبسن على موقع قاعدة بيانات كرة القدم.إي يو (الإنجليزية)
- توم جاكوبسن على موقع ناشيونال فوتبول تيمز (الإنجليزية)
- توم جاكوبسن على موقع عالم كرة القدم.نت (الإنجليزية)